# José Rafael Barquero Arce
José Rafael Barquero Arce (ur. 27 października 1931 w San Rafael de Heredia, zm. 29 listopada 2020) – kostarykański duchowny katolicki, biskup pomocniczy Alajuela 1979–1980, a następnie diecezjalny 1980–2007.

## Życiorys
Święcenia kapłańskie otrzymał 22 grudnia 1956.
W 1979 papież Jan Paweł II mianował go biskupem pomocniczym Alajuela ze stolicą tytularną Arindela. 28 marca 1979 z rąk arcybiskupa Lajosa Kady przyjął sakrę biskupią. 22 grudnia 1980 mianowany biskupem diecezjalnym. 3 lipca 2007 ze względu na wiek złożył rezygnację z zajmowanej funkcji.